# Curtis Cokes
Curtis Cokes (ur. 15 czerwca 1937 w Dallas, zm. 29 maja 2020 tamże) – amerykański bokser, były zawodowy mistrz świata kategorii półśredniej.
Pierwszą walkę zawodową stoczył w 1958. Jego pierwszym przeciwnikiem był Manuel Gonzalez, z którym w przyszłości spotykał się jeszcze czterokrotnie i z którym walczył o mistrzostwo świata. Cokes wygrał tę walkę i dziesięć następnych. Pierwszej porażki doznał z rąk Gonzaleza w kwietniu 1959. W 1961 wygrał i przegrał z przyszłym mistrzem świata Luisem Rodríguezem, a także zdobył wakujący tytuł mistrza Teksasu w wadze półśredniej po pokonaniu Gonzaleza.
Gdy w grudniu 1965 Emile Griffith zrezygnował z tytułu mistrza świata kategorii półśredniej (przygotowując się do walki o mistrzostwo wagi średniej z Dickiem Tigerem), World Boxing Association ogłosiła turniej o mistrzostwo, wyznaczając czterech pretendentów. Na pierwszym miejscu został wskazany Luis Rodríguez, na drugim Stanley Hayward, na trzecim Manuel Gonzalez, a na czwartym Curtis Cokes. Hayward odmówił walki z Gonzalezem, a Cokes 6 lipca 1966 w Nowym Orleanie pokonał przez techniczny nokaut w 15. rundzie Rodrígueza. W pojedynku o tytuł mistrzowski WBA w wadze półśredniej 24 sierpnia 1966 w Nowym Orleanie Cokes zwyciężył Gonzaleza na punkty (po raz czwarty w karierze) i został nowym mistrzem świata WBA. w Południowej Afryce za mistrza uznawany był Willie Ludick, a w Kalifornii Charley Shipes.
W obronie tytułu mistrzowskiego Cokes pokonał 28 listopada 1966 w Dallas Jeana Josselina na punkty, wygrał 19 maja 1967 w Dallas z François Pavillą (z którym wcześniej zremisował w walce towarzyskiej w styczniu tego roku) przez techniczny nokaut w 10. rundzie, zwyciężył 2 października 1967 w Oakland Charleya Shipesa przez techniczny nokaut w 8. rundzie i wygrał 16 kwietnia 1868 w Dallas przez techniczny nokaut w 5. rundzie z Williem Ludickiem. Po tym zwycięstwie był powszechnie uważany za mistrza świata. Jednocześnie w tym okresie stoczył sześć pojedynków, w których tytuł mistrzowski nie był stawką. Oprócz remisu z Pavillą wygrał cztery z nich (w tym z Jeanem Josselinem w lutym 1968), a przegrał z Gypsy Joe Harrisem w marcu 1967.
21 października 1968 w Nowym Orleanie Cokes po raz kolejny obronił tytuł mistrzowski wygrywając na punkty z Ramónem La Cruzem. Następna walka w obronie mistrzostwa nie była udana, gdyż 18 kwietnia 1969 w Inglewood José Nápoles wygrał z nim przez poddanie w 13. rundzie. Nápoles zwyciężył również w pojedynku rewanżowym 29 czerwca tego roku w Meksyku, tym razem przez poddanie w 10 rundzie. Później Cokes nie walczył już o tytuł mistrzowski, choć kontynuował karierę do 1972.
W 1972 wystąpił w dramacie filmowym Zachłanne miasto (Fat City) Johna Hustona. Choć film był o tematyce bokserskiej, Cokes nie grał roli pięściarza. Później pracował przez wiele lat jako trener bokserski.
Został wybrany w 2003 do Międzynarodowej Bokserskiej Galerii Sławy.